# Perseusarmen

Vintergatans spiralarmar.

Perseusarmen är en av två större spiralarmar i Vintergatan. Den andra större armen är Sagittariusarmen.
Här finns flera Messierobjekt:
- Krabbnebulosan (M1)
- Öppen stjärnhop M36
- Öppen stjärnhop M37
- Öppen stjärnhop M38
- Öppen stjärnhop M52
- Öppen stjärnhop M103